# Chlorogomphus preciosus
Chlorogomphus preciosus är en trollsländeart. Chlorogomphus preciosus ingår i släktet Chlorogomphus och familjen kungstrollsländor. IUCN kategoriserar arten globalt som otillräckligt studerad.

## Underarter
Arten delas in i följande underarter:
- C. p. preciosus
- C. p. fernandi